# Selenops lindborgi
Selenops lindborgi là một loài nhện trong họ Selenopidae.
Loài này phân bố ở de Caraïben.
Loài này thuộc chi Selenops. Selenops lindborgi được miêu tả năm 1926 bởi Petrunkevitch.

## Hình ảnh

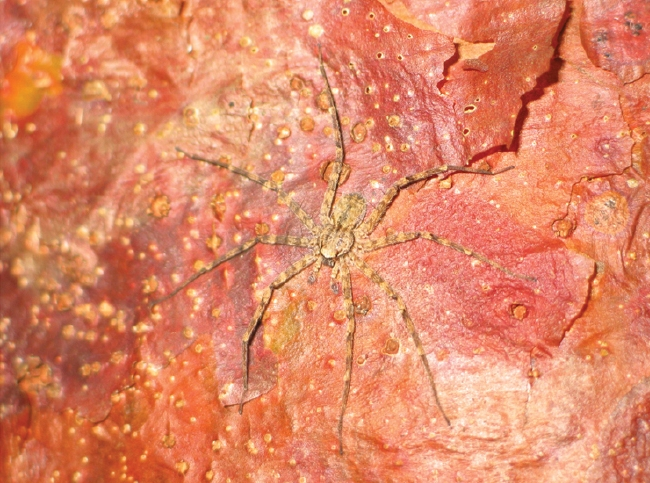